# 河原温
河原 温（かわら おん、（1932年12月24日 - 2014年6月27日）は、日本の美術家。コンセプチュアル・アートの第一人者として海外で高い評価を得ている。
公式なバイオグラフィーは「29,771 days」とだけ記載されている。

## 概論
愛知県刈谷市の生まれ。生年は1933年1月2日とする説もある。愛知県立第八中学校（現・愛知県立刈谷高等学校）卒。
1950年代から芸術活動を始め、グロテスクな「浴室」シリーズ、「物置小屋の出来事」などの鉛筆素描の連作は現在でも高い評価を得ている。その後、「印刷絵画」の実験的な試みや、言語による作品を制作した時期、数年間のメキシコ滞在を経て、1965年頃からニューヨーク市を拠点として活動していた。

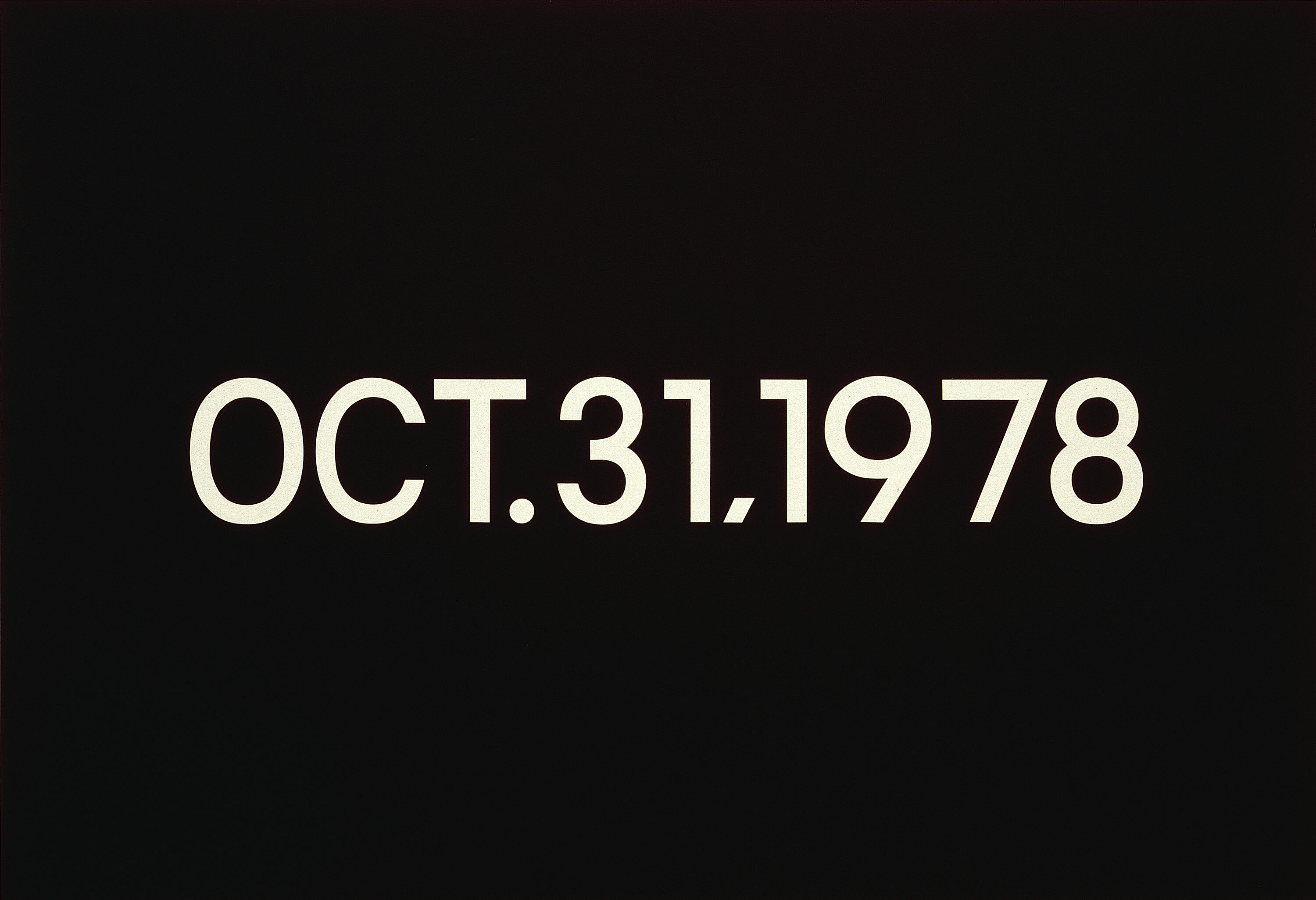
「日付絵画（Todayシリーズ）」

渡米後の作品は、1950年代の具象的な作品群とは作風もコンセプトも全く異なるもので、「時間」や「存在」をテーマとした、観念的なものとなる。1966年から描き続けられている「日付絵画（Todayシリーズ）」は、リキテックスで単一色に塗られたキャンバスに、その「絵」が制作された日付だけを、筆触を全く残さずに描いたものである。制作はその日の0時からキャンバスの下塗りを始め、起床後に黒色などで地を塗り、白で「年月日』」書き入れ、その日のうちに完成させた。完成後の保管は、その日の新聞を入れた箱におさめられている。また、その日の24時までに描き終わらなければ廃棄していた。他に、常に同じ「I am still alive.」という文面の電報を世界各地から発信するシリーズ、過去と未来それぞれ百万年の年号をタイプした「One Million YearsOne Million Years」、絵葉書にその日河原が起床した時刻だけを記して特定の相手に郵送する「I Got Up」など、いくつかのシリーズがある。
河原はTodayシリーズを始めた1966年以降、カタログ等にも一切経歴を明らかにせず、公式の場に姿を見せず、作品について自己の言葉で語らず、近影やインタビューなども存在しないなど、その実像を隠し続けた。
2002年、カッセルのドクメンタでは『One Million Years』が展示されるとともに、ブースに入ったアナウンサーが5分間『One Million Years』を朗読するパフォーマンスが行われた。

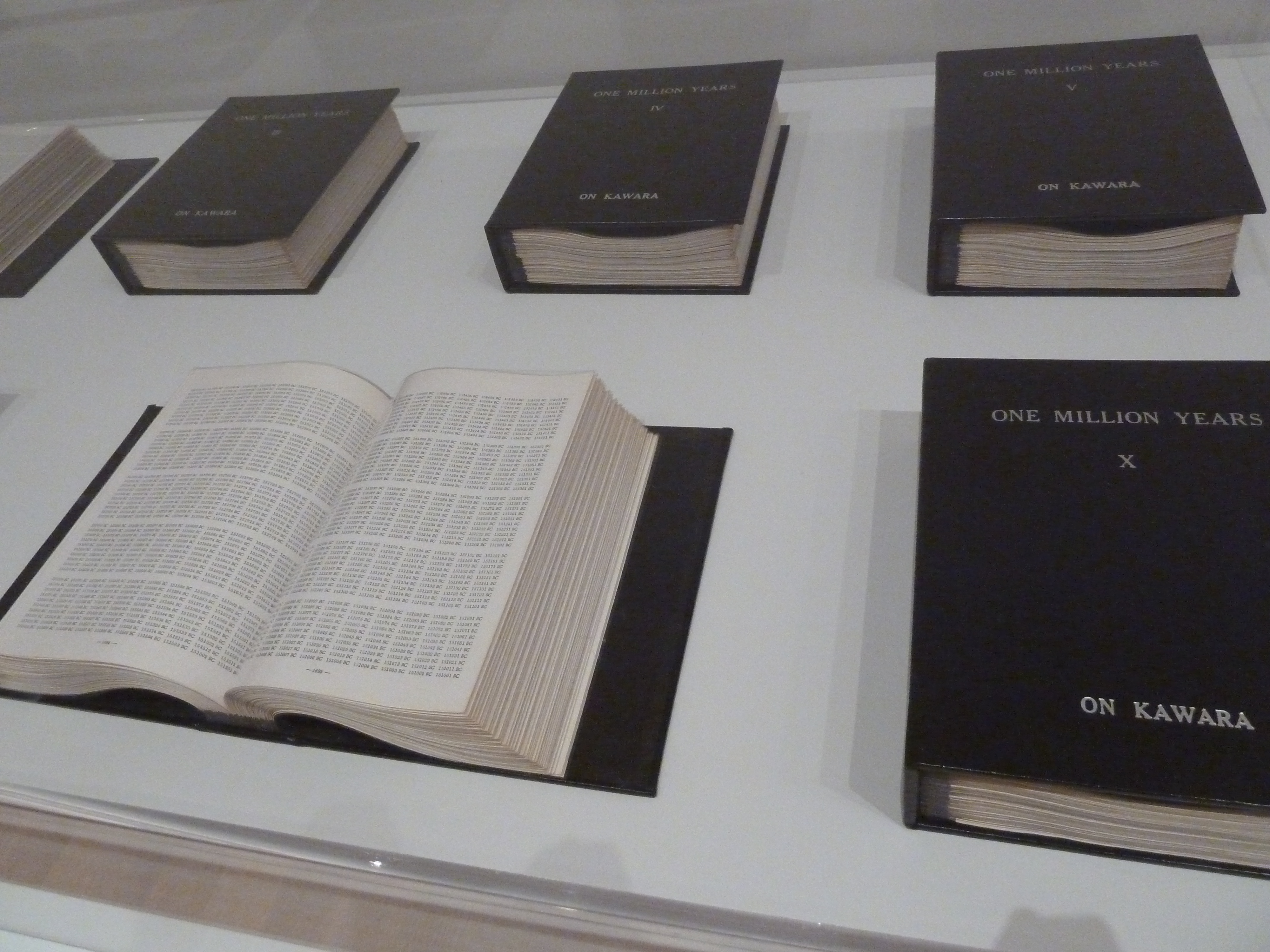
One Million Years

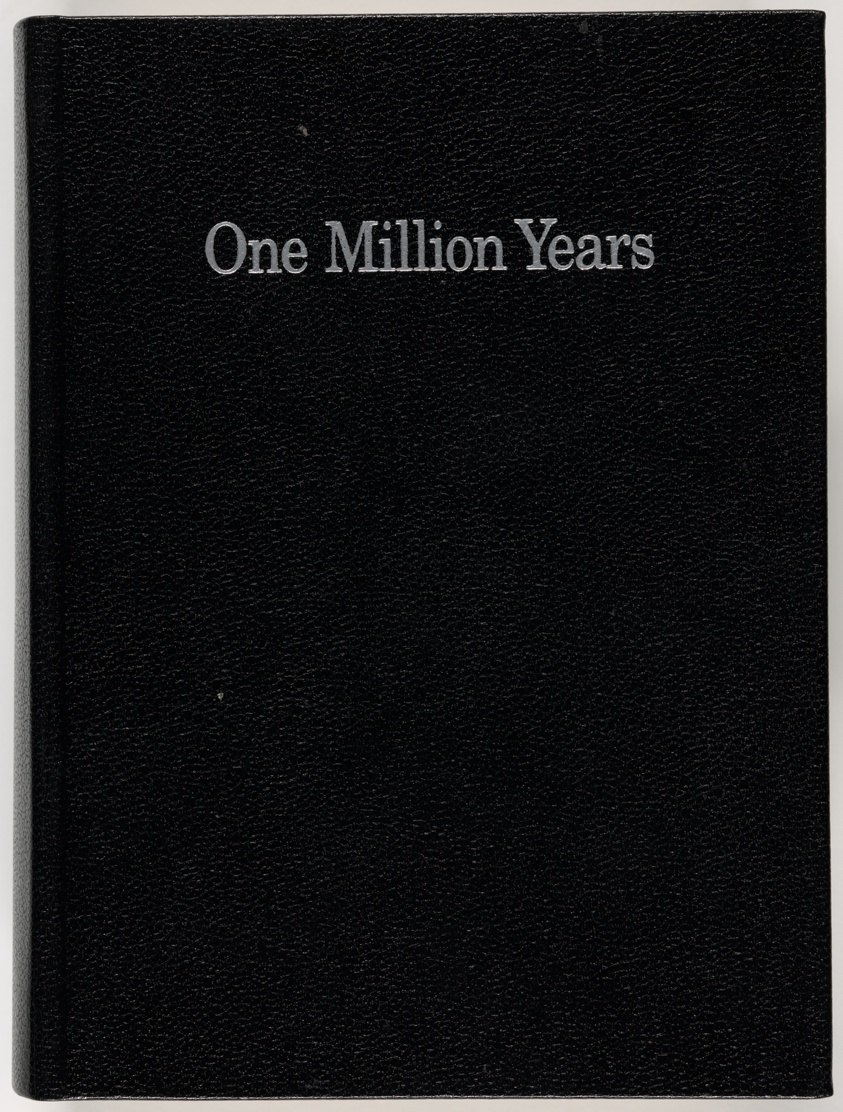
One Million Years, cover

## 経歴

### 日本時代
河原は1932年（1933年説もある）、愛知県刈谷市に生まれた。生年については、人名事典等には1933年1月とあるが、河原は展覧会のカタログ等に自己の生きてきた日数を「1998年1月24日現在23,772日」のように記しており、ここから逆算すると1932年12月の生まれとなる。
河原は地元の刈谷高校を卒業後、1951年に上京した。少年時代のことや、絵画を始めたきっかけなどについては資料がなく、詳しいことは不明であるが、正規の美術教育を受けた形跡はない。上京後、1952年に東京・新宿の「ブラック」というコーヒー店で初の個展を開催したことが記録されているが、出品作品等の詳細は不明である。同年には読売アンデパンダン展、日本アンデパンダン展（いずれも東京都美術館）にも出品している。
日本時代の作品は一貫して具象画であり、油彩のほか鉛筆素描に優れた作品を残している。
河原が注目を集めたのは、1953年の第1回ニッポン展（東京都美術館）に出品した鉛筆素描の『浴室』シリーズであった。タイル貼りの閉鎖的な空間（浴室）に妊婦を含む人物が立ち、断片化した人間（あるいは人形?）の胴体、手足、首などが重力を無視して浮遊するという不気味な光景が描かれているが、人物が半ば戯画化されているため、凄惨さは抑えられている。河原は1950年代には他に『物置小屋の出来事』『死仮面』の鉛筆素描連作を残している。油彩画は、変形キャンバスに遠近法を極端に強調した構図のものが多く、大原美術館所蔵の『黒人兵』（1955年）などが知られている。
後年の河原はインタビューや写真撮影に応じなくなり、自作について文章を書くこともなくなったが、1950年代には『美術手帖』『美術批評』などの雑誌にしばしば寄稿し、座談会、アンケートなどにおいても盛んに発言していた。

### 日本時代末期 - メキシコ時代
河原は1959年に日本を離れ、メキシコにしばらく滞在した。以後、パリ滞在を経て、1965年からはニューヨークを拠点として制作している。
離日直前の1959年には「印刷絵画」の制作を手掛けた。その発想と技法について、河原は『美術手帖』誌155号（1959年臨時増刊号「絵画の技法と絵画のゆくえ」）に45ページにわたって自ら解説した文章を載せている。同記事で確認できる限りでは、「印刷絵画」は少なくとも3点制作されたが、あまり話題にならずに終わり、作者もこの方面をこれ以上追求することはなかった。
河原は1959年離日してメキシコに向かい、1962年まで同地に住んでいる。以後、時折日本へ帰国はするものの、制作の拠点は国外に移している。当時の日本では、一般国民の国外への渡航は制限されていた。河原がメキシコへ向かったのは、エンジニアとして同国に滞在していた父親の縁故があって渡航が可能であったためで、必ずしもメキシコないしメキシコ美術に特別な関心があるという理由からではなかった。
メキシコでの河原の活動についてはあまり明らかでない。この時期の作品は残っておらず、作者自身によって破棄されたとも言われている。1961年にサロン・デ・ラ・プラスティカ・メヒカーナ(Salón de la Plástica Mexicana)にて『ビビ夫人の奇妙な夢』("El extraño sueño de la señora Bibi")、1962年にガレリア・プロテオ(Galería Proteo)にて『白い壁の上の8つのデコレーションケーキ』("8 Decoration - cakes sobre los Muros Blancos")という作品を展示したことが記録に残っているが、どのような作品であったかは未詳である。1980年代以降、たびたび開催されている河原の回顧展において展示されるのは1963年以降の作品に限られ、日本時代やメキシコ時代の作品が併せて展示されることはない。なお、1962年にメキシコで制作したとされる『接続法』という、文章による作品が雑誌に掲載されたことがある。メキシコおよびニューヨーク時代の活動については、当時交流のあった小説家の宮内勝典や洋画家の丸山勝三の著書で一部を知ることができる。

### ニューヨーク定住以後
1962年末にメキシコを後にした河原は、アメリカに8か月ほど滞在した後、パリにしばらく滞在し、1965年からはニューヨークを拠点に活動するようになる。この時期には、文字や記号による作品に取り組んでいる。この時期の作品としては、1964年にパリとニューヨークで制作したドローイング（196枚が現存）、1965年作の"Title"、同年作の"Location"などがある。"Title"と"Location"は、いずれもキャンバス上に白抜きの文字を活字体で「描いた」作品で、翌1966年から開始する「日付絵画」との関連で注目される作品である。"Title"は、1965年東京国立近代美術館で開催された「在外日本作家展」に河原が出品したもので、マゼンタ色に塗られた3枚のキャンバスからなり、中央のキャンバスには"1964"、左と右のキャンバスにはそれぞれ"ONE THING"、"VIET - NAM"の文字が白の絵具で「描かれ」ている。"Location"は、黒地のキャンバスに白の文字で"LAT. 31°25' N LONG84°1'E"（北緯31度25分、東経84度1分）とある。これはサハラ砂漠上のある1地点の緯度経度を表したものだが、この1点が制作されたのみでシリーズ化しなかった。
1965年に東京国立近代美術館で開催された「在外日本作家展」に、河原は文章による「作品」を発表している。『あるカタログのための意味の配列』と題されたこの「作品」は、テレビの時代における美術とは何かという河原の美術論を、縦33字×横33字の正方形の文字列として表したものである。同展のカタログには、この文章は活字による印刷ではなく、他の美術作品と同様に写真図版として掲載されていた。河原が美術に関する自分の考えを日本語の文章として発表したのはこれが最後となった。
1966年以降の河原の活動は、「日付絵画」を中心とした、時間、空間をテーマとした作品に収斂していく。
美術評論家の本間正義は、1965年6月のある日、河原のニューヨークのアトリエを訪問した。本間はその時の模様を『美術手帖』誌に寄稿している（本間正義「その後の河原温」『美術手帖』260号）。この記事には当時の河原の肖像写真も載っているが、この時が河原がインタビューおよび写真撮影に応じた最後の機会と思われる。1966年（「日付絵画」制作を開始した年）以降の河原は、作者自身の存在や生を制作の主要テーマとしながら、作者自身が表に出てくることは全くなくなった。河原は自分の展覧会のオープニング等にも出席することはなく、1966年以降のインタビュー、肖像写真等は存在しない。展覧会のカタログに載せる「作者経歴」は、河原が誕生から展覧会開催当日までに生きた日数を記すのみで、その他の経歴は一切省かれている。たとえば、1998年に東京で開催された回顧展「河原温 全体と部分1964 - 1995」のカタログには"23,772days(Jan. 24, 1998)"とあり、展覧会初日の1998年1月24日までに河原が生きた日数が23,772日だという事実のみが記されている。この「作者本人が姿を見せない」という姿勢は徹底しており、表現活動の一環とも思われる。
多くの「コンセプチュアル・アート」の作家たちが1970年代以降に作風や視座を転換する中、河原はコンセプチュアル・アートに共鳴した日から死まで作風を変えなかった。

## 日付絵画
河原の代表的なシリーズ「日付絵画」は正式の題名を"Today" Series という。単色に塗られたキャンバス上に、制作当日の日付のみが白抜きの数字とアルファベットで「描かれ」た作品である（以下の文中ではキャンバス上に日付を表すことを「書く」ではなく「描く」と表記する）。最初の作品は1966年1月4日に制作された。以来、21世紀に至るまでこのシリーズの制作は続いており、その間、作品の基本的な形式は全く変わっていない。

### 制作のルール
日付絵画に描かれているのは、作者河原温が制作に携わっている当日の日付である。たとえば、"June 9, 1991"の日付が描かれた作品は、文字通り1991年6月9日に制作されたものである。日付絵画の制作は画面に描かれた当日のうち（午前0時まで）に終了しなけらばならず、午前0時までに完成しなかった作品は破棄される。日付のうち月名は、制作当日に河原が滞在している国の言語で表記される。ただし、日本のように現地で通用する言語がラテン・アルファベットを用いない場合はエスペラントで表記される。たとえば、1993年2月20日パリで制作された日付絵画にはフランス語で"20 FEV. 1993"と描かれ、1992年8月6日に東京で制作された作品には、同日の日付がエスペラントで描かれている。河原は日付絵画を毎日描いているわけではないが、少なくとも月に1回以上は必ず描いている。1970年の1月から3月にかけては3か月間1日も休まずに制作しているが、1971年9月のように月内に1枚しか描かない月もあり、制作のペースは一定していない。また、1日に2点ないし3点の日付絵画を制作する場合もある。

### 形式
キャンバスのフォーマット（サイズ）にはA - Hの8種類があり、A型が最小（8 x 10 インチ、約20.5 x 25.5cm）、H型が最大（61 x 89インチ、約152.5 x 222.5cm）である。このうち、サイズの小さいA型、B型、C型が頻繁に制作されている。F型は1966年7月28日に1点制作されたのみで、以後制作されていない。大型のG型、H型も制作点数は少ない。キャンバスは額に入れられることはなく、むき出しのまま展示される。このためキャンバスの側面にも均等に色が塗られている。日付絵画とともに、キャンバスを収納するボール紙製の箱（蓋付き）が制作される。箱の内面には制作日に制作地で入手した新聞の切り抜きが貼られることが多い（これは絶対的な規則ではなく、新聞が入手できなかった日には貼られていないこともある）。美術館や展覧会では、日付絵画が箱（および新聞切り抜き）とともに展示されることも多いが、作品はあくまでもキャンバスの方であり、箱は付属品と見なされている。

### 制作技法
キャンバスにリキテックス（アクリル絵具の一種）で描かれている。1991年6月9日、1992年8月6日、1993年2月20日の日付絵画には、制作開始から完成までのプロセスを撮影した写真が残されている。写真によると、1991年6月9日の日付絵画は午前9時41分に制作が開始され（写真の中に置き時計が写っているので時間がわかる）、午後6時52分にはほぼ完成、細かい修正を終えて最終的に完成するのは午後9時20分である。背景色は全部で4層を塗り重ねている。日付の文字はステンシル等を用いたものではなく、背景色の上に入念に下書きをして手作業で描かれ、x-acto（エグザクト）のアートナイフを用いて微細な修正が施されている。完成作品を見ると、筆跡が全く見えないほど完璧な仕上げがなされている。背景色は黒っぽいものが多いが、完全な黒ではなく、作品によって微妙に色調が異なっている。また赤系統、青系統の背景色の作品もある。

### ジャーナル（日誌）
制作した日付絵画のフォーマット、サブタイトル等は「ジャーナル」に記録され、ルーズリーフファイルに入れて保管される。ジャーナルにはたとえば52 A(23) MAR29, 1966 "I didn't sleep well last night"のように記入される。「52」はその年の52番目に制作した日付絵画であること、「A」はキャンバスのサイズ、「(23)」は3月になって制作した23枚目の日付絵画であることを表し、"I didn't sleep well last night"はこの作品に付したサブタイトルである。「ジャーナル」には、各日付絵画の背景色のサンプルも添えられ、初期のものにはアトリエ風景などの写真も添えられている。

### サブタイトル
各日付絵画にはサブタイトルが付けられており、キャンバスの裏面のステッカーに記入されるほか、上述の「ジャーナル」にも記録される。1966年1月4日制作の第1作のサブタイトルは"New York's traffic strike"（ニューヨークの交通ストライキ）であった。以後、サブタイトルはその日の新聞記事から取ったものが多いが、中には「私のアパートメントの前で火事があった」（1966年2月2日のサブタイトル）のような身辺雑記風のものや、独り言のようなものもあり、作者の生活をのぞかせてくれる。1972年12月28日、ストックホルム（スウェーデン）で制作された日付絵画のサブタイトルは"Jag vet inte"（「私は知らない」の意）というものだったが、これを最後に日記風のサブタイトルは見られなくなり、翌1972年12月29日の日付絵画のサブタイトルは"Fredag"（「金曜日」）である。以後、サブタイトルは"Sunday"のような曜日の記載のみになる。

## 作品（「日付絵画」以外）

### 1950年代の作品
- 考える男（1952）、油彩、千葉市美術館
- 肉屋の内儀 (1952)、油彩、大阪中之島美術館
- 天然痘 (1952)、鉛筆、東京国立近代美術館
- 浴室（連作）(1953 - 1954)、鉛筆、東京国立近代美術館
- 物置小屋の出来事（連作）(1954)、鉛筆、東京国立近代美術館
- 塵捨場 (1954)、鉛筆、東京国立近代美術館
- 孕んだ女 (1954)、油彩、東京国立近代美術館
- 黒人兵 (1955) 、油彩、大原美術館
- 不在者 (1956)、油彩
- 死仮面（連作）(1957)、鉛筆

この時期の作品は『ON KAWARA 1952-1956 TOKYO』 PARCO出版、1991にまとめて収録されている。

### 1960年代前半の作品
- 1964 Paris - New York (1964) -  196枚組のドローイング
- Code (1965)
- "Traveller no Uta" (1965)
- Title (1965)
- Location (1965)

### 1966年以降の作品
I READ
タイトルは「私は読んだ」の意。1966年10月2日に開始されたシリーズで、河原が「日付絵画」を制作した日に関係する新聞記事の切り抜きを貼りこんだルーズリーフ・ファイルである。作者が日本にいた日には、日本語の新聞が切り抜かれている。
I MET
タイトルは「私は会った」の意。1968年5月10日に開始されたシリーズで、河原がその日1日に会った人物の氏名が欧文表記でタイプ打ちされ、ルーズリーフ・ファイルに綴じ込まれている。タイプされているのは氏名のみで、人物の肩書き、エピソードなどは何も書き込まれていない。なお、日付は当地で慣用の欧文表記の回転式日付ゴム印を用いて刻印。
I WENT
タイトルは「私は行った」の意。1968年6月1日に開始されたシリーズで、河原がその日滞在した街の地図のコピーがルーズリーフ・ファイルに綴じ込まれている。地図上には、河原が徒歩、電車、船等で通った道筋が赤い線で示されている。
I GOT UP
タイトルは「私は起床した」の意。1968年5月10日に開始されたシリーズで、絵葉書による作品。毎日、特定の2人の人物に絵葉書を送るもので、葉書の通信欄にはたとえば"I GOT UP AT 8.20 A.M."のように、その日の何時何分に起床したかという事実のみが記され、文面、差出人と宛先の住所氏名等は手書きでなくゴム印で押されている。1979年、このゴム印の入ったかばんが盗まれたことにより、このシリーズは終わりを告げた。葉書は世界各地から投函され、差出人住所が「北大西洋、クイーン・エリザベス2世号」となっていたこともある。
I AM STILL ALIVE
タイトルは「私はまだ生きている」の意。1970年から始まったシリーズで、特定の人物あてに電報を送るもの。電報は世界各地から送られてくるが、文面は常に同じで、"I AM STILL ALIVE ON KAWARA"（ワタシハ マダ イキテイル カワラオン）というものである。このシリーズに先立ち、1969年12月、河原はパリの展覧会主催者に宛てて次のような文面の3通の電報を送ってきた（原文は英語）。「私は自殺する気はない。心配するな。」「私は自殺する気はない。心配せよ。」「私は眠ろうとしている。忘れよ。」（それぞれ1969年12月5日、8日、11日付け）それ以後、電報の文面は"I AM STILL ALIVE"に固定されている。
One Million Years（百万年）
これもルーズリーフ・ファイルによる作品。『百万年過去』と『百万年未来』がある。過去編は"998031 BC"（紀元前998,031年）から始まり、以下、1ページに500年分が"998030 BC 998029BC 998028 BC.. "のように延々とタイプ打ちされ、最後の2,001ページ目は"1969 AD"（西暦1969年）で終わっている。「これまで生き、死んだ全ての人へ」（原文英語）という献辞がある。未来編は同様に西暦1981年から西暦1,000,980年までの百万年をタイプしたもので、"FOR THE LAST ONE"（最後の1人へ）という献辞がある。男女が交互に年号を読み上げるCDバージョンもある。

## 展覧会

### 日本時代の展覧会
- 1952年
  - 個展（新宿コーヒー店「ブラック」）
  - 第4回読売アンデパンダン展（東京都美術館）
  - 第5回日本アンデパンダン展（東京都美術館）
- 1953年
  - 第1回ニッポン展（東京都美術館）『浴室』シリーズ
  - デモクラート美術家協会展（丸善ギャラリー）翌年退会
- 1954年
  - タケミヤ画廊個展（デッサン展）2月11日 - 2月28日 『浴室』シリーズ
  - 日比谷画廊個展（デッサン展）12月7日 - 12月13日 『物置』シリーズ
- 1955年
  - アートクラブ展（佐藤ギャラリー）
- 1956年
  - タケミヤ画廊個展（デッサン展）5月11日 - 20日 『死仮面』シリーズ
- 1977年
  - アート・エージェンシー・トウキョウ 個展　3月

### 1980年代以降の主要な展覧会
- 1980年 On Kawara, continuity / discontinuity 1963 - 1979（連続と不連続）
  - ストックホルム（スウェーデン）、ストックホルム近代美術館
  - エッセン（ドイツ）、フォルクヴァング美術館
  - アイントホーフェン（オランダ）、ファン・アッベ市立美術館
  - 吹田市（日本、大阪府）、国立国際美術館
    - 初の本格的な回顧展。
- 1990年 La conscience（意識）
  - ディジョン（フランス）、ル・コンソルティアム(Le Consortium)
    - 彫刻家アルベルト・ジャコメッティの作品と河原の「日付絵画」を同時に展示した。
- 1991年  On Kawara, Wieder und Wider 1966 -1989 （英:Again and Against, 日:反復と対立）
  - フランクフルト・アム・マイン（ドイツ）、ポルティクス(Portikus)
  - シカゴ（アメリカ）、シカゴ大学ルネサンス・ソサエティ
  - 名古屋、ICA名古屋
  - シドニー（オーストラリア）、アイヴァン・ドーアティ・ギャラリー(Ivan Dougherty Gallery)
    - 各年の「日付絵画」と、その年に対応する現代美術作品を並置した。
- 1991 - 92年 On Kawara, Date paintings in 89 cities（89都市における日付絵画）
  - ロッテルダム（オランダ）、ボイマンス・ファン・ブーニンヘン美術館
  - ハンブルク（ドイツ）、ダイヒトアハレン(Deichtorhallen)
  - ボストン（アメリカ）、ボストン美術館
  - サンフランシスコ（アメリカ）、サンフランシスコ近代美術館
    - 世界各地の89の異なった都市で描かれた「日付絵画」を展示した。
- 1993年 On Kawara - 247mois / 247 jours
  - ボルドー（フランス）、CAPC現代美術館(capc Musée d'Art Contemporain de Bordeaux)
    - 大小さまざまな多数の「日付絵画」を大きな壁面のさまざまな位置に展示した。
- 1993年 On Kawara:One Thousand Days One Million Years
  - ニューヨーク、ディア美術センター(Dia Center for the Arts)
    - 1,000点以上の「日付絵画」を月変わりで展示した。
- 1994 - 1995年 Pictures of the Real World (In Real Time)
  - ニューヨーク、ポーラ・クーパー・ギャラリー(Paula Cooper Gallery)
  - ディジョン（フランス）、ル・コンソルティアム(Le consortium)
  - フレジュ（フランス）、ル・キャピトゥ現代美術センター(Le capitou, centre d'art comtemporain)
  - ゲッピンゲン（ドイツ）、市立ギャラリー
  - ミラノ（イタリア）、ガレリア・マッシモ・デ・カルロ(Galleria Massimo de Carlo)
  - 東京、原美術館
    - 各年の「日付絵画」を現代写真作品と並置した。
- 1996 -1998年 On Kawara, Whole and Parts 1964 -1995（全体と部分）
  - ヴィルウルバンヌ（フランス、リヨン近郊）新美術館／現代芸術研究所
  - トリノ、カステッロ・ディ・リヴォリ
  - バルセロナ（スペイン）、バルセロナ現代美術館
  - リール（フランス）、ヴィルヌーヴ・ダスク近代美術館
  - 東京、東京都現代美術館
    - 1964年以降の代表作を集めた大規模な回顧展。
- 2015年 On Kawara, Silence
  - ニューヨーク、グッゲンハイム美術館(Guggenheim Museum)

## 作品
- 「浴室」シリーズ（東京国立近代美術館）
- 黒人兵（油彩）（大原美術館）
- "Today"シリーズ（各地の美術館が所蔵）